# The Mystery of 13
The Mystery of 13 er en amerikansk stumfilm fra 1919 af Francis Ford.

## Medvirkende
- Francis Ford som Phil Kelly / Jim Kelly
- Rosemary Theby som Marian Green
- Peter Gerald som Hugo Madiz
- Mark Fenton som John Green
- Ruth Maurice som Mary Hardon